# 科羅利夫卡 (布羅德區)
50°16′47″N 25°5′41″E / 50.27972°N 25.09472°E
科羅利夫卡（烏克蘭語：Королівка），是烏克蘭西部的村莊，隸屬利維夫州的佐洛奇夫區。該村始建於600年，面積0.64平方公里，海拔高度202米，2001年人口149，人口密度每平方公里234.28人。